# Sapromyza citrina
Sapromyza citrina är en tvåvingeart som beskrevs av Shatalkin 1993. Sapromyza citrina ingår i släktet Sapromyza och familjen lövflugor. Inga underarter finns listade i Catalogue of Life.